# Grevillea acropogon
Grevillea acropogon là một loài thực vật có hoa trong họ Quắn hoa. Loài này được Makinson mô tả khoa học đầu tiên năm 2000.